# Per-Axel Arosenius
Per-Axel Daniel Rank Arosenius, född 7 november 1920 i Norberg, Västmanland, död 17 mars 1981 i Nacka, var en svensk skådespelare. Arosenius medverkade bland annat i Alfred Hitchcocks film Topaz 1969. Totalt medverkade Arosenius i ett 80-tal filmer, varav flera utländska.
Gaget för rollen i Topaz var mindre än vad skattemyndigheten kunde tänka sig. Arosenius hamnade i en långvarig tvist med myndigheten. Strax före klockan 15 den 17 mars 1981, utanför skattemyndighetens hus i Nacka, hällde han bensin över sig och tände på. Han avled i ambulansen på väg till sjukhuset. Två timmar tidigare hade han ringt och hotat med självmord om han inte fick uppskov med en restskatt på 7 000 kronor.
Arosenius är gravsatt i minneslunden på Storkällans begravningsplats i Nacka.

## Filmografi i urval
- 1941 – Lasse-Maja
- 1945 – 13 stolar
- 1946 – Ebberöds bank
- 1946 – Rötägg
- 1947 – Kvarterets olycksfågel
- 1947 – Krigsmans erinran
- 1948 – Ådalens poesi
- 1948 – De kämpade sig till frihet
- 1948 – Främmande hamn
- 1949 – Lång-Lasse i Delsbo
- 1951 – Fröken Julie
- 1952 – För min heta ungdoms skull
- 1952 – Kalle Karlsson från Jularbo
- 1952 – Drömsemester
- 1972 – Mannen från andra sidan
- 1953 – Vägen till Klockrike
- 1953 – Kungen av Dalarna
- 1953 – Skuggan
- 1954 – Café Lunchrasten
- 1955 – Het är min längtan
- 1955 – Sommarflickan
- 1955 – Älskling på vågen
- 1956 – Flickan i frack
- 1956 – Främlingen från skyn
- 1956 – Kulla-Gulla
- 1956 – Johan på Snippen
- 1959 – Bara en kypare
- 1960 – De sista stegen
- 1963 – Sällskapslek
- 1963 – Tre dar i buren
- 1964 – Henrik IV
- 1965 – Resa
- 1968 – Komedi i Hägerskog
- 1969 – Ni ljuger
- 1969 – Topaz
- 1970 – Reservatet
- 1970 – Grisjakten
- 1970 – Skräcken har 1000 ögon
- 1971 – Badjävlar (TV)
- 1971 – Maid in Sweden
- 1971 – Midsommardansen
- 1971 – Lockfågeln
- 1972 – Firmafesten
- 1972 – Anderssonskans Kalle
- 1972 – Rävspel (TV-serie)
- 1973 – Makt på spel (TV-serie)
- 1973 – Smutsiga fingrar
- 1973 – Anderssonskans Kalle i busform
- 1974 – Thriller – en grym film
- 1975 – Släpp fångarne loss – det är vår!
- 1975 – Sängkamrater
- 1975 – Faneflukt
- 1975 – Breaking Point
- 1975 – Champagnegalopp
- 1975 – Skärseld
- 1976 – I lust och nöd
- 1977 – Victor Frankenstein
- 1977 – Tjejerna gör uppror (TV-serie)
- 1977 – Bröderna Lejonhjärta
- 1977 – 91:an och generalernas fnatt
- 1979 – Madicken (TV)
- 1980 – Mannen som blev miljonär
- 1980 – Bröderna Lejonhjärta (TV)